# Bessemer Model E
Der Bessemer Model E ist ein mittelschwerer Lastkraftwagen  mit einer Nutzlast von 3½ tn. sh. (3,2 t), die der ehemalige US-amerikanische Nutzfahrzeughersteller Bessemer Motor Truck Company in Grove City (Pennsylvania) ab 1916 und namentlich belegt ab 1918 angeboten hat. Die Produktionsdauer ist nicht bekannt.

## Modellgeschichte
Die Bessemer Motor Truck Company wurde 1911 in Grove City (Pennsylvania) gegründet. Zunächst wurden Lastkraftwagen mit Nutzlasten von 1 und 2 tn. sh. (ca. 0,9 und 1,8 t) hergestellt. Diese ersten, Model A und B genannten Lkw hatten noch Kettenantrieb.
Bessemer organisierte für 1916 sein Angebot neu. Dabei wurde weitgehend auf Wellenantrieb umgestellt. In den Vereinigten Staaten gab es neben einem 1,5-Tonner mit Antriebsketten nun nur noch Modelle mit Wellenantrieb. Eine britische Quelle listet hingegen noch zwei von sechs Bessemer-Lkw mit Kettenantrieb auf.
In den USA sind 1918 fünf Bessemer-Lkw nachweisbar, davon vier namentlich. Davon ist Model E ist das größte; in der Modellpalette dieses Herstellers dürfte er dïe zweitgrößte Baureihe repräsentiert haben, mit vielen technischen Gemeinsamkeiten sowohl zum größeren Fünftonner wie auch zum einen der beiden kleineren, Bessemer Model D. Beim von der britischen Quelle angeführten Lkw mit einer Nutzlast von 60–80 cwts. (ca. 2,7–3,6 t) und einem 5,7-Liter-Vierzylindermotor (114 × 140 mm wie Model E) sowie 38 PS Leistung handelt es sich mit einiger Sicherheit um das Model E; der schwerere Lkw mit 110 cwts. (5,6 t) Nutzlast könnte demnach dem erwähnten, namentlich nicht bekannten Modell mit 5 tn. sh. Nutzlast entsprochen haben.
Während davon auszugehen ist, dass Bessemer das Marktsegment für Drei- und Dreieinhalbtonner auch in den 1920er Jahren bediente, ist nicht bekannt, wie lange Model E gebaut worden ist. 1923 fusionierte die Bessemer Motor Truck Company mit der American Motors Corporation zur Bessemer-American Motors Corporation und verlegte die Produktion nach Plainfield (New Jersey). In diesem Jahr erschien ein namentlich nicht bekannter Dreitonner, von dem aber weder Modellname noch technische Daten bekannt sind und ein Viertonner Mpdel K2 wird ab 1925 genannt.
Es ist unklar, ob einer von ihnen Model E ersetzte oder ob es sich um eine Ausweitung des Angebots handelte.

## Technik
Alle Bessemer-Nutzfahrzeuge wurden als Assembled vehicles hergestellt, das heißt, dass sie aus Bestandteilen und Komponenten vom Zulieferern zusammengesetzt waren. Das war eine weit verbreitete Methode, die auch kleineren Anbietern eine rationelle und profitable Produktion ermöglichte. Sie ging über die übliche Verwendung von zugekauften Karosserien oder Motoren hinaus und umfasste praktisch jedes verwendete Fahrzeugteil von Motoren und Getrieben bis zu Aufbauten, Kastenrahmen und Achsen.

### Motor
Ein Datenblatt von 1918 nennt für das Model E einen Vierzylindermotor von Continental mit paarweise gegossenen Zylindern.
Model E ist das einzige belegte Bessemer-Modell, das 1918 noch von einem solchen Motor angetrieben wurde. Er kann bereits 1916 in den beiden vorstehend genannten und von einer britischen Quelle gelisteten Modellen nachgewiesen werden. Seine Wasserkühlung mit Wasserpumpe und die kombinierte Schleuder- und Druckumlaufschmierung mit Ölpumpe war durchaus modern und die Magnetzündung zeittypisch und üblich. Die Gemischaufbereitung besorgte ein im Nutzfahrzeugbau verbreiteter Rayfield-Vergaser.
Mit einem Hubraum von 349,9 c.i. (5.716 cm³) aus 4½ Zoll (114 mm) Zylinderbohrung und 5½ Zoll (140 mm)
Kolbenhub war dieser Motor auch der größte im bekannten Bessemer-Programm.
In publizierter Werksliteratur, etwa für den Jahreskatalog der N.A.C.C. (National Automobile Chamber of Commerce), nennt Bessemer eine Leistung von 45 bhp (33,6 kW) und ein S.A.E.-Rating von 42 HP, dessen Berechnungsmethode nicht erklärt wird.
Nach dem damals üblichen, nur auf die Bohrung abgestellten N.A.C.C.-Rating (vgl. Tabelle im Anhang) ergeben sich 32,4 HP.

### Kraftübertragung

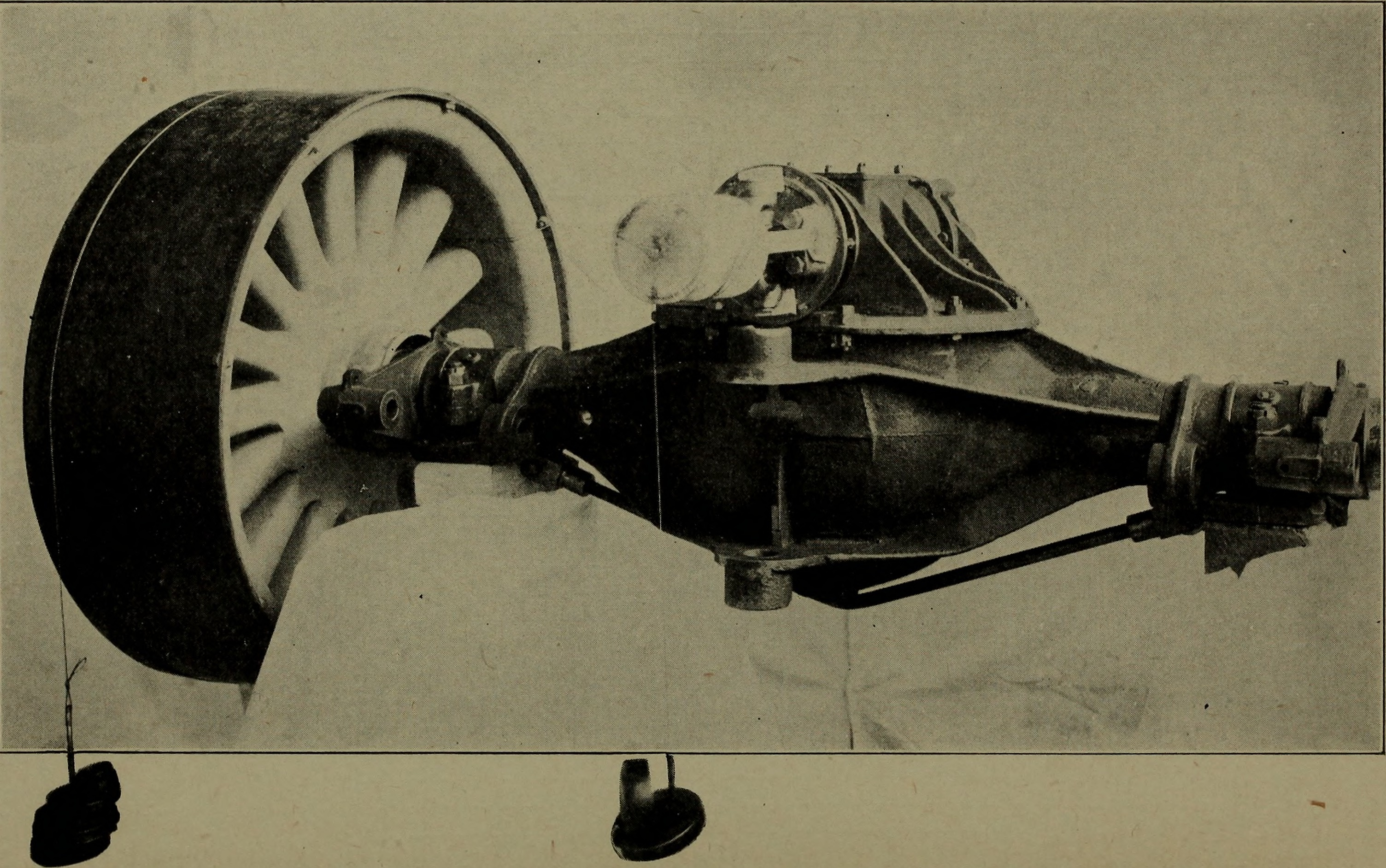
Eine typische Hinterachse mit Schnecken-Differential (1916)

Der Motor war vorne angebracht. Leider sind nur unvollständige Daten verfügbar, die dem genannten Datenblatt von 1918 entnommen wurden. Es gibt keinen Hinweis auf abweichende Daten in anderen Baujahren. Die Kraft wurde über eine eher untypische Konuskupplung und ein manuelles Brown-Lipe Dreiganggetriebe mit Rückwärtsgang (zeittypisch wohl mit unsynchronisierten Gängen) auf die Antriebswelle übertragen. Diese ist über ein Differential mit Schneckengetriebe („Worm gear“) mit der Timken-Hinterachse verbunden.
Diese Achse ist massiv gebaut und  freischwebend (full floating) ausgelegt, d. h. die Antriebswellen sind von Querkräften weitgehend befreit. Diese Kraftübertragung entspricht jener des kleineren Bessemer Model D.

### Fahrgestell und Aufhängung
Die vorhandenen Daten lassen auf einen konventionellen Aufbau des Chassis als Leiterrahmen schließen. Vermerkt wird ein Pressstahlrahmen; die Vorderräder hingen an einer massiven I-Beam (Doppel-T)-Starrachse. Model J, D und E hatten Doppelbereifung an der Hinterachse (Radformel 4 × 2); nur bei D und E wurde indes eine massivere Ausführung von Timken verwendet, die auch zum erwähnten Differential mit Schneckengetriebe passt. Auch sie war natürlich eine starre Ausführung. Beide Achsen hingen an konventionellen Halbelliptikfedern.
Der Radstand betrug wahlweise 150 oder 175 Zoll (3810 mm respektive 4475 mm). Model E hatte auch eine breitere Spur von 66 Zoll (1676 mm) als Model D mit 60 Zoll (1524 mm). Wie alle Bessemer-Lkw hatte auch Model E eine links angebrachte Schneckenlenkung und mittig angeordnete Schalt- und Handbremshebel. Dazu kamen Zwillings-Bremstrommeln an jedem Hinterrad, wie sie auch vom Model D bekannt sind.
Zeittypisch hatte Model E rundum Vollgummireifen. Ihre Dimension war 35 × 5 Zoll. Das Fahrgestell wog 6260 lb (2840 kg) und kostete US$ 3450,-. Somit übertrafen das Gewicht und der Preis des Model E jene des Model D um rund das anderthalbfache.

## Spezifikationen
| Daten                          | Model E |
| ------------------------------ | --- |
| Nutzlast:                      | 3½ sh tn 7.000 lb 3.175 kg                                                                                               |
| Motorenhersteller:             | Continental |
| Motor:                         | Vierzylinder-Reihenmotor, Viertakt                                                                                       |
| Motorblock:                    | Grauguss paarweise gegossene Sackzylinder                                                                                |
| Hubraum:                       | 349,9 c.i. (errechnet) 5.716 cm³ (errechnet)                                                                             |
| Bohrung × Hub:                 | 4½ × 5½ Zoll 114 × 140 mm                                                                                                |
| Ventile:                       | 2 Ventile pro Zylinder                                                                                                   |
| Ventilsteuerung:               | SV-Ventilsteuerung |
| Rating:                        | 42 HP (N.A.C.C.) |
| Leistung                       | 45 bhp bhp (33,6 kW) |
| Gemischaufbereitung:           | Vergaser Rayfield |
| Kühlung:                       | Wasserkühlung, Wasserpumpe                                                                                               |
| Schmierung:                    | Schleuder- und Druckumlaufschmierung mit Ölpumpe kombiniert                                                              |
| Zündung:                       | Magnetzündung |
| Antrieb:                       | Wellenantrieb, Differential mit Schnecke („Worm Gear“), freischwebend (Flull floating); vgl. Kraftübertragung            |
| Kupplung:                      | Konuskupplung |
| Getriebe:                      | Brown-Lipe 3-Gang-Getriebe mit Rückwärtsgang unsynchronisiert                                                            |
| Vorderachse:                   | Starrachse, I-Beam (Doppel-T), Kugelgelenke                                                                              |
| Hinterachse:                   | Starrachse, Timken Rundstahl                                                                                             |
| Fahrgestell:                   | Preßstahl-Leiterrahmen, Frontmotor, Hinterradantrieb, Linkslenkung mittig angeordnete Hebel für Schaltung und Handbremse |
| Radstand:                      | 3810 mm / 4445 mm |
| Spurweite vorn/hinten je:      | 1676 mm |
| Radaufhängung vorn und hinten: | Halbelliptikfedern |
| Radaufhängung vorn:            | Starrachse Halbelliptikfedern                                                                                            |
| Lenkung:                       | Schneckenlenkung |
| Bremsen:                       | zwei mechanisch betätigte Trommelbremsen pro Hinterrad, Expanding                                                        |
| Reifen vorn:                   | 35 × 5 |
| Reifen hinten:                 | 35 × 5, Doppelräder |
| Gewicht Fahrgestell:           | 2840 kg |
| Preis Fahrgestell:             | US$ 3450,- |

Infolge der Umrechnung von gerundeten Ausgangsdaten kann diese Tabelle Scheingenauigkeiten enthalten.

## Zubehör
Im Preis inbegriffen waren drei Öllampen. Zudem wurden ein Wagenheber, ein Werkzeugsatz und ein Felgenabzieher mitgeliefert.

## Anmerkungen

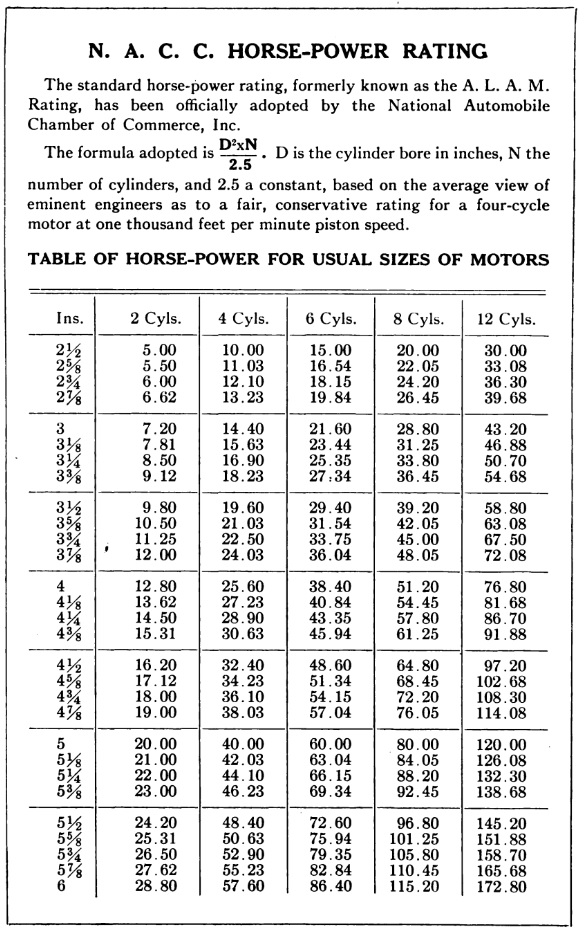
N.A.C.C.-Rating 1916–1917.